# The Tables Turned (film 1913)
The Tables Turned è un cortometraggio muto del 1913 diretto da Charles Kent.

## Produzione
Il film fu prodotto dalla Vitagraph Company of America.

## Distribuzione
Distribuito dalla General Film Company, il film - un cortometraggio di 255 metri - uscì nelle sale cinematografiche statunitensi il 25 luglio 1913.